# Liste der Naturdenkmale in Callenberg
Die Liste der Naturdenkmale in Callenberg nennt die Naturdenkmale in Callenberg im sächsischen Landkreis Zwickau.

## Definition
„Naturdenkmäler sind rechtsverbindlich festgesetzte Einzelschöpfungen der Natur oder entsprechende Flächen bis zu fünf Hektar, deren besonderer Schutz erforderlich ist
1. aus wissenschaftlichen, naturgeschichtlichen oder landeskundlichen Gründen oder
2. wegen ihrer Seltenheit, Eigenart oder Schönheit.“

„§ 18 – Naturdenkmäler – (zu § 28 BNatSchG)
(1) Die Erklärung nach § 22 Abs. 1 BNatSchG von Teilen von Natur und Landschaft als Naturdenkmal erfolgt durch Rechtsverordnung oder Einzelanordnung.
(2) Über § 28 Abs. 1 BNatSchG hinaus können Naturdenkmäler zur Sicherung von Lebensgemeinschaften oder Lebensstätten von im Bestand gefährdeten oder streng geschützten Arten festgesetzt werden.“

## Liste
Diese Auflistung unterscheidet zwischen Flächennaturdenkmalen (FND) mit einer Fläche bis zu 5 ha (bei Verordnung nach DDR-Recht auch mehr) und Einzel-Naturdenkmalen (ND).
Link zu einem Kartenansichtstool, um Koordinaten zu setzen.
| Bild                          | Bezeichnung             | Lage                                                                   | Beschreibung | Datum | Nummer       |
| ----------------------------- | ----------------------- | ---------------------------------------------------------------------- | --- | ----- | ------------ |
| Fotos hochladen               | Ehemaliger Erzkörper 7  | Callenberg (50° 51′ 4,9″ N, 12° 38′ 35,4″ O)                           | FND. 39469 m² Fläche. Ehemaliger Nickeltagebau als wichtiges Sekundärbiotop für Schwimmblatt- und Röhrichtvegetationen sowie Lebensstätte von besonders geschützten und zum Teil vom Aussterben bedrohten Tierarten, wie dem Kammmolch (Triturus cristatus). Dazu wichtiger Trittstein in der Biotopvernetzung. Naturgeschichtlich und geologisch interessante Serpentinitaufschlüsse. | 1993  | Z364.231.093 |
| mehr Fotos \| Fotos hochladen | Krokuswiese Reichenbach | Callenberg (50° 50′ 2,5″ N, 12° 39′ 24,1″ O)                           | FND. 1826 m² Fläche. Artenreiches Wiesenbiotops mit dem Vorkommen des Violetten Frühlingskrokus (Crocus albiflorus ssp. neapolitanus). | 1993  | Z364.231.095 |
| BW                            | Pechgraben              | Hohenstein-Ernstthal und Callenberg (50° 49′ 32,2″ N, 12° 41′ 12,4″ O) | FND. 45706 m² Fläche. Der Pechgraben und sein Seitenarm, der Schindelgraben, sind als selten gewordenes Beispiel der selten gewordenen stark mäandrierenden Mittelgebirgsbäche geschützt. | 1974  | Z364.231.118 |
| mehr Fotos \| Fotos hochladen | Gerichts-Linde          | Grumbach (50° 50′ 2″ N, 12° 37′ 45,2″ O)                               | Große, alte, zum Teil hohle Sommerlinde. | 1974  |              |